# NM142反坦克导弹车
NM142反坦克导弹车是美制M113装甲运兵车的反坦克导弹运载车衍生型，配备了由挪威Eureka公司开发的TOW2炮塔。

## 武装
NM142安装了一个装有TOW2制导反坦克导弹系统的炮塔，炮塔两侧各有一个发射管。
此外，车长舱口处还安装有一杆MG3机枪，可在TOW2系统不适用的情况下用作辅助武器。

## 成员
战车可容纳四名成员。车长领导车组人员，包括指定目标、操作通信系统和导航。炮手负责操作和维护TOW2武器系统。装填手协助炮手，特别是在必要时重新装填发射管。最后，司机操纵APC并负责维护发动机、履带和其他驱动机构。
通常一个排由四辆NM142组成，由一名中尉领导（他也是其中一辆NM142的车长）。在某些情况下三个排组合在一起组成一个反坦克连，但个别排也可以编入各种机械化编队。
挪威陆军拥有大约100辆NM142。服役期结束时，除12辆外，其余全部退役。这些进行了一些改装，然后命名为NM142F1。截至2021年，所有NM142和NM142F均已退役。

## 炮塔

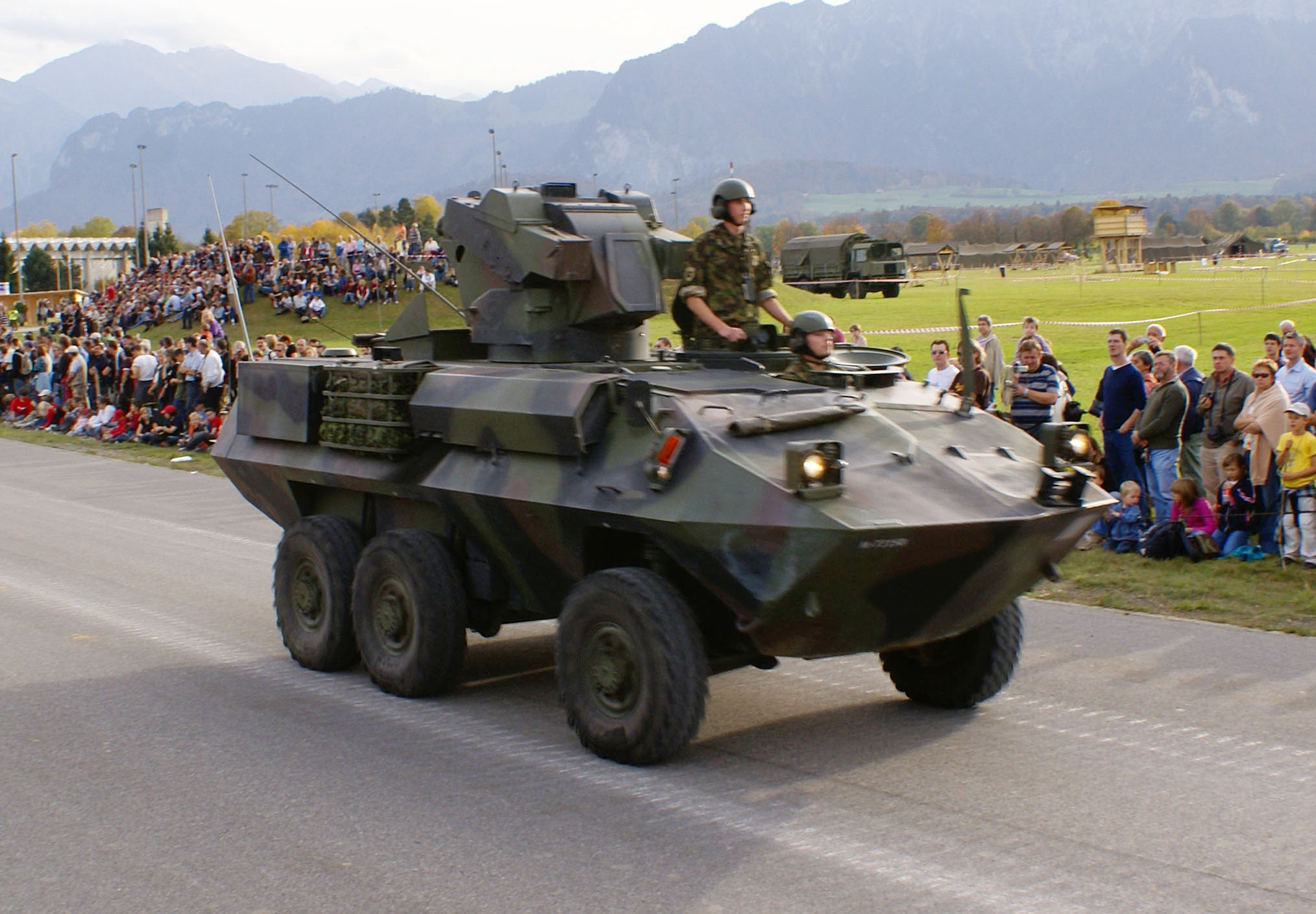
配备NM142炮塔的瑞士陆军食人鱼

其他国家已经在不同的战车上使用相同的炮塔制造了衍生车型。
- 加拿大：M113（陶式）
- 瑞士：莫瓦格食人鱼IB 6×6
- 土耳其：FNSS ACV-15（英语：FNSS ACV-15）（ACV-ATV）